# Regionální školství
Pojem regionální školství zastřešuje všechny školy a školská zařízení, která jsou definována ve školním zákoně č. 561/2004 Sb. Konkrétně jde o mateřské, základní, střední a vyšší odborné školy. Do regionálního školství se neřadí vysoké školy. Tento pojem není oficiální, protože není definován odborně ani legislativně. Nicméně, v praxi se používá velmi často, protože nazývá širokou oblast vzdělávání, která by byla jinak zdlouhavá k popisu, a odděluje tuto část od vysokých škol. Běžně s ním pracuje i MŠMT (např. NORMATIVY PRO REGIONÁLNÍ ŠKOLSTVÍ ÚZEMNÍCH SAMOSPRÁVNÝCH CELKŮ NA ROK 2022).
Školy jsou vzdělávací zařízení, které následují vzdělávací program. Jsou to školy mateřské, základní, střední, vyšší odborné, základní umělecké, jazykové (se státní zkouškou) a konzervatoře. Pod regionální školství kromě škol spadají i školská zařízení, což jsou například školní družiny, jídelny a kluby či psychologické poradny.
| Stupeň                  | Počet               |
| ----------------------- | ------------------- |
| Mateřské školy          | 5 317               |
| Základní školy          | 4 214               |
| Střední školy           | 1 280               |
| Konzervatoře            | 18                  |
| Vyšší odborné           | 156                 |
| Základní umělecké školy | 502 (1 100 poboček) |
| Školní družiny          | 4 128               |

## Právní ukotvení
Jednu z nejdůležitějších legislativních rolí pro regionální školství hraje Ministerstvo školství, mládeže a tělovýchovy ČR. Představuje ústřední orgán státní správy. Jeho role a kompetence je vymezena právními předpisy a může tedy realizovat pouze to, co zákon stanovuje. Což ho, jako státní instituci, odlišuje od soukromých osob, které mají naopak dovoleno vše, co zákon nezakazuje.
Aby bylo srozumitelnější, jaká kompetence státu umožňuje zřídit takovýto úřad a pověřit ho úlohami, je potřeba se podívat do kompetenčního zákona č. 2/1969 Sb., kde stojí:
„Ministerstvo školství, mládeže a tělovýchovy je ústředním orgánem státní správy pro předškolní zařízení, školská zařízení, základní školy, střední školy a vysoké školy, pro vědní politiku, výzkum a vývoj, včetně mezinárodní spolupráce v této oblasti, a pro vědecké hodnosti, pro státní péči o děti, mládež, tělesnou výchovu, sport, turistiku a sportovní reprezentaci státu.“
Roli ministerstva ve správě českého školství objasňuje školský zákon č. 561/2004 Sb. § 169 vysvětluje, že ministerstvo: “(…) řídí výkon státní správy ve školství v rozsahu stanoveném tímto zákonem a odpovídá za stav, koncepci a rozvoj vzdělávací soustavy.” Ministerstvo nemá kompetenci příkazy a nařízeními ovlivňovat školské subjekty. Proto pracuje s těmito aparáty, které jsou ve školském zákoně zakotveny:
- školský rejstřík,
- systém financování školské soustavy,
- česká školní inspekce,
- systém vzdělávacích programů a  dlouhodobých záměrů vzdělávání a  rozvoje vzdělávací soustavy,
- právní předpisy[1]

1. Školský rejstřík je veřejný seznam všech škol a školských zařízení a Ministerstvo prostřednictvím tohoto seznamu může upravovat a kontrolovat školní soustavu a subjekty v ní.

1. Systém financování školní soustavy je jedním z nejhlavnějších nástrojů řízení, protože přímo ovlivňuje stav škol, jejich prostředky, kapacity a prostor pro vývoj.
2. ČŠI je správní úřad, který spadá pod MŠMT. Zastává roli externího hodnotitele kvality vzdělávání prostřednictvím sběru a analýzy dat a informací z českých škol. Na pozici vedoucího je ústřední český inspektor, kterého jmenuje MŠMT.[5]
3. Systém vzdělávacích programů a dlouhodobých záměrů vzdělávání a rozvoje vzdělávací soustavy je nástroj, který nastavuje podobu vzdělávání, jeho cíle a obsah. Systém vzdělávacích programů stanoví obsah vzdělávání na státní úrovni prostřednictvím rámcových vzdělávacích programů (RVP). Na jejich základě si pak školy na své úrovni vytvářejí vlastní jedinečné programy (ŠVP). RVP pro zdravotnické obory vydává MŠMT ve spolupráci s Ministerstvo zdravotnictví. RVP pro školy pod jinými ministerstvy se vydávají také ve spolupráci daného ministerstva a MŠMT. Dlouhodobý záměr vzdělávání a rozvoje vzdělávací soustavy ČR nastavuje cíle vzdělávací politiky. Dlouhodobý záměr se předkládá na čtyři roky a schvaluje jej vláda ČR.[6] Aktuálně je platný dokument DZ na roky 2019–2023. V rámci rozvoje vzdělávací soustavy ČR je v platnosti Strategie vzdělávací politiky ČR 2030+. Strategický dokument MŠMT pro zlepšení a rozvoj českého vzdělávání.
4. Právní předpisy stanovují přesné kompetence pro státní správu a samosprávy. Veřejná správa je oprávněna pouze k tomu, co jí povoluje a nařizuje zákon. To, co není stanoveno v zákoně, je zakázáno.[1]

## Řízení a struktura regionálního školství
Regionální školství v České republice zřizuje veřejná správa, která se dále dělí na státní správu a samosprávu. Řízení školství podléhá vysoké míře decentralizace, což znamená, že kompetence jsou rozděleny mezi více aktérů na různých úrovních. Regionální školství tedy neřídí pouze centrum (ministerstvo), ale i obce, kraje či samotné školy.
Řízení regionálního školství probíhá na několika úrovních. Ve státní správě je na vrchu, na centrální úrovni, Ministerstvo školství, mládeže a tělovýchovy (MŠMT). Na regionální úrovni je krajský úřad. Na místní úrovni je obecní úřad obce s rozšířenou působností a zcela na konci, na úrovni institucí, jsou ředitelé škol a školských zařízení.
MŠMT na řízení regionálního školství využívá nástroje, které upravuje školní zákon. Jsou jimi školní rejstřík, systém financování, česká školní inspekce, systém vzdělávacích programů a právní předpisy.
Krajský úřad disponuje takovou mocí a kompetencemi jako Ministerstvo, jen na regionální úrovni. Vypracovává dlouhodobý záměr vzdělávání, rozvoj vzdělávací soustavy, výroční zprávy.
Obecní úřad obce s rozšířenou působností disponují pouze některými kompetencemi, aby byla státní správa blíže vztažena k obcím.
Ředitel školy řídí a odpovídá za konkrétní školu a zachází s jejími finančními prostředky. Rozhoduje v oblasti státní správy o právech a povinnostech například v případě žádosti o individuální vzdělávací plán, odklad povinné školní docházky, přijetí žáka na základní nebo střední školu či jeho vyloučení.
V rámci samosprávy školství řídí školská rada, obce a kraje, které mají relativně velkou autonomii a pravomoci. Konkrétní pravomoci jim stanoví školní zákon. Obec má povinnost zajistit vzdělávání v rámci povinné školní docházky pro všechny děti na jejím území. Zřizuje nebo ruší mateřské, základní a základní umělecké školy a školská zařízení. Kraj zajišťuje střední a vyšší odborné vzdělávání a vzdělávání pro děti, žáky a studenty se speciálními vzdělávacími potřebami.
Školská rada je poměrně novým orgánem v rámci řízení regionálního školství. Její roli definuje školní zákon v § 168 jako: "orgán školy umožňující zákonným zástupcům neplnoletých žáků, zletilým žákům a studentům, pedagogickým pracovníkům školy, zřizovateli a dalším osobám podílet se na správě školy." Funkční období je tři roky. Školská rada se vyjadřuje k ŠVP, schvaluje školní řád a kritéria hodnocení žáků a pojednává o zprávách ČŠI. Kromě toho má mnoho jiných funkcí.

## Financování
České školství je financováno zejména z veřejného rozpočtu. Veřejné vzdělávací instituce především ze státní a regionální úrovně. Výdaje na školství přijde státní úroveň více než 10% veškerého státního rozpočtu.
Přestože jsou i jiné možnosti zdrojů, jako například hospodářská činnost institucí, nebo čerpání z mezinárodních projektů. Nejběžnější způsobem financování škol (až na výjimky), je financované ze státního rozpočtu a rozpočtu zřizovatele.
Regionální školství je financováno tzv. nominálním financováním, ke kterému se přešlo v roce 1992, což představovalo zásadní změnu. Finanční prostředky se vzdělávacím institucím přiřazují na základě tzv. normativů. Normativy jsou stanovené jednotky neinvestičních výdajů na žáka a můžeme rozlišovat mezi republikovými a krajskými. Takto jsou strukturované zejména neinvestiční výdaje. Účelové a investiční výdaje jsou poskytovány nenormativně. Zákon stanovuje “(...) závazné limity objemu mzdových prostředků a limity pro počet zaměstnanců. Jednotlivé finanční toky spravují kraje a obce, coby zřizovatelé jednotlivých škol.”
Podle školského zákona § 160 jsou z veřejných rozpočtů financovány činnosti těchto škol:
- Školy/školská zařízení zavedena ministerstvem. Výdaje jsou na mzdy, vzdělávání učitelů, na učebnice, neinvestiční výdaje spojené s provozem, určité investiční výdaje. Blíže viz  § 160.
- Školy/školská zařízení registrovanými církvemi nebo náboženskými společnostmi, které mají příslušné oprávnění. Jedná se o podobné výdaje jako škol a školských zařízení zřízené ministerstvem.  neinvestiční výdaje spojené s provozem, určité investiční výdaje výjimkou je pořízení a zhodnocení dlouhodobého majetku.
- Školy/školská zařízení zřízené obcemi nebo svazky obcí (mimo výchovná a ubytovací zařízení). Na rozdíl od škol zřizované ministerstvem jim nepřísluší prostředky ze státního rozpočtu na „další nezbytné neinvestiční výdaje“ a investiční výdaje. Tyto výdaje musí uhradit zřizovatel – obce nebo svazek obcí.
- Školy/školská zařízení zřízené kraji (mimo jazykové školy s právem státní jazykové zkoušky a školská výchovná a ubytovací zařízení). Obdobně jako u obcí hradí investiční a neinvestiční výdaje zřizovatel – v tomto případě kraj.[1]

Financování škol se soukromým zřizovatelem (mimo církve a náboženské společnosti) řídí samostatný zákon č. 306/1999 Sb. o poskytování dotací soukromým školám, předškolním a školským zařízením. “Dotaci lze poskytnout až na základě žádosti, která byla podána na příslušný krajský úřad.”  Výše dotace je tvořena procentuálním podílem z  normativu, které stanovuje ministerstvo.
| Výše procentního podílu z normativu pro jednotlivé druhy soukromýc škol a školských zařízení            | Výše procentního podílu z normativu pro jednotlivé druhy soukromýc škol a školských zařízení | Výše procentního podílu z normativu pro jednotlivé druhy soukromýc škol a školských zařízení |
| --- | -------------------------------------------------------------------------------------------- | -------------------------------------------------------------------------------------------- |
| Druh školy                                                                                              | Základní výše dotace                                                                         | Zvýšená výše dotace                                                                          |
| střední školy, školy pro zdravotně postižené, střediska praktického vyučování, základní školy speciální | 80%                                                                                          | 100%                                                                                         |
| vyšší odborné školy                                                                                     | 60%                                                                                          | 90%                                                                                          |
| základní školy a základní umělecké školy                                                                | 60%                                                                                          | 100%                                                                                         |
| školská zařízení pro výkon ústavní výchovy, ochranné výchovy a preventivně výchovnou péči               | 80%                                                                                          | 100%                                                                                         |
| mateřské školy                                                                                          | 60%                                                                                          | 100%                                                                                         |
| ostatní školy a školská zařízení                                                                        | 50%                                                                                          | 80%                                                                                          |

Pramen: § 4 a 5 zákona č. 306/1999 Sb.